# Fovéa (actrice pornographique)
Pour les articles homonymes, voir Fovea (homonymie).
Fovéa, parfois appelée Vivienne Fovéa, est une actrice pornographique française, née le 20 octobre 1974.

## Biographie
Fovéa devient, à l'âge de 19 ans, une habituée du milieu échangiste. En 1995, lors d'un salon érotique, elle rencontre un photographe de charme qui entame une collaboration avec elle. Le réalisateur John B. Root, ayant remarqué ses photos, l'engage pour apparaître sur les CD-Roms érotiques qu'il produit à l'époque puis, en 1997, lui confie le rôle principal du film Sextet, où elle interprète une hardeuse débutante. John B. Root la met en vedette dans plusieurs films, où elle partage souvent l'écran avec son compagnon de l'époque Kevin Long. Une fois son contrat avec John B. Root terminé, elle travaille pour d'autres réalisateurs spécialisés. Après avoir connu un succès fulgurant dans le X français, elle arrête sa carrière dans la première moitié des années 2000.
Elle est aussi apparue dans quelques films non classés pornographiques : À vendre de Laetitia Masson, Romance de Catherine Breillat et Exercice of Steel, un court métrage réalisé par Marc Caro destiné à promouvoir l'utilisation de préservatifs.

## Filmographie

### Pornographique (sélection)
- 1997 :
  - Sextet, de John B. Root
  - Private Gold 23: The Fugitive 2
  - La Mante religieuse
  - Labyrinthe
- 1998 : 
  - Fovea !!! (cette fille est folle), de John B. Root[2]
  - Exhibition 99, de John B. Root
  - Euro Angels #6 • Clark Euro Angel (Evil Angel)
  - Pirate 1: Fetish Hotel • Pirate Video (Private)
  - Pirates 12: Hells Belles • Pirate Video (Private)
  - Sex Dreamers, de John B. Root
  - Triple X Files #12: Eat Up • Private
  - World Sex Tour #15 • Anabolic Video
  - Les Nuits chaudes de Cannes
  - Concupiscence, de John B. Root
  - Terrore nel bosco
  - Illusions
  - Castings de stars
  - Bérénice nique
  - Euro Angels 6
  - La Croupe du Monde 98, d'Alain Payet
- 1999 :
  - Le Principe de plaisir, de John B. Root
  - 4 Filles de leur Père, de Scott Ralf
  - Maximum Perversum - Schreie junger Frauen
  - La Marionnette, d'Alain Payet (Marc Dorcel)
  - Drôles de filles, de Patrice Cabanel
  - La Dresseuse, d'Alain Payet (Blue One)
  - Le Contrat des anges, de Marc Dorcel
  - Cannes Paradise
  - Anal Power 3
  - Xtreme Desires
  - Euro Angels #19: Pucker Fuckers • Clark Euro Angel (Evil Angel)
  - Euro Angels Hardball #5: Ass Gangsters • Clark Euro Angel (Evil Angel)
- 2000 :
  - Private Casting X 25: Cassandra
  - L'Emmerdeuse, de Fred Coppula (Blue One)
  - Profession Infirmières de nuit avec Dolly Golden
  - Le Contrat des anges 2
  - Fetish Therapy
  - L'Amour forcé (rôle: Stefania Rossi)
  - Dirty Anal Kelly In Rome #2 • Rocco Siffredi Productions (Evil Angel)
  - True Anal Stories #11 • Rocco Siffredi Productions (Evil Angel)
- 2001 :
  - Les Châtiments de Rosa (Rosa Shocking)
  - Lady Chérie
  - Euro Angels Hardball 5: Ass Gangsters
  - The Best by Private 27: Anal Toppers (compilation) • Best By Private (Private)
- 2003 :
  - Profession Plombier
  - Private Life Of Laura Angel (compilation) • Private
  - Rocco's Hardest Scenes (compilation) • Rocco Siffredi Productions (Evil Angel)
- 2004 :
  - Private Life Of Kate More (compilation) • Private
  - Labyrinthe n° 1

### Non pornographique
- 1998 :
  - À vendre de Laetitia Masson
  - Exercice of Steel (court métrage) de Marc Caro
- 1999 :
  - Romance de Catherine Breillat